# Вулиця Емінеску (Львів)
Вулиця Емінеску — вулиця у Франківському районі міста Львова, в місцевості Кульпарків. Пролягає від вулиці Маївського до безіменного проїзду, що йде паралельно залізниці.
Вулиця прокладена у 1950-х роках та у 1956 році отримала назву Бессарабська, на згадку про Бессарабію, історичну область у східній Європі між річками Прут, Дністер і гирлом Дунаю та Чорним морем. Сучасна назва походить з 1993 року, на честь румунського поета Міхая Емінеску.
Вулиця забудована приватними малоповерховими садибами у стилі конструктивізм, переважно 1950-х років, а також присутня сучасна садибна забудова.